# Yungipicus nanus
A Yungipicus nanus a madarak (Aves) osztályának harkályalakúak (Piciformes) rendjébe, ezen belül a harkályfélék (Picidae) családjába tartozó faj.

## Rendszerezése
A fajt Nicholas Aylward Vigors ír politikus és zoológus írta le 1832-ben, a Picus nembe Picus nanus néven. Sorolták a Picoides nembe Picoides nanus néven és Dendrocopos nembe Dendrocopos nanus néven is.

## Alfajai
- Yungipicus nanus nanus (Vigors, 1832) - Pakisztán északkeleti része, India északi része és Nepál
- Yungipicus nanus hardwickii (Jerdon, 1845) - India középső része
- Yungipicus nanus cinereigula (Malherbe, 1849) - India déli része
- Yungipicus nanus gymnopthalmos (Blyth, 1849) - Srí Lanka [2]

## Előfordulása
Dél-Ázsiában, Pakisztán, Nepál, India és Srí Lanka területén honos. Természetes élőhelyei a szubtrópusi és trópusi síkvidéki és hegyi esőerdők, száraz erdők és cserjések, valamint ültetvények, szántóföldek, vidéki kertek és városi környezet. Állandó, nem vonuló faj.

## Megjelenése
Testhossza 13 centiméter, testtömege 13-17 gramm.
|  |

## Természetvédelmi helyzete
Az elterjedési területe rendkívül nagy, egyedszáma pedig növekszik. A Természetvédelmi Világszövetség Vörös listáján nem fenyegetett fajként szerepel.